# Hirundo aethiopica

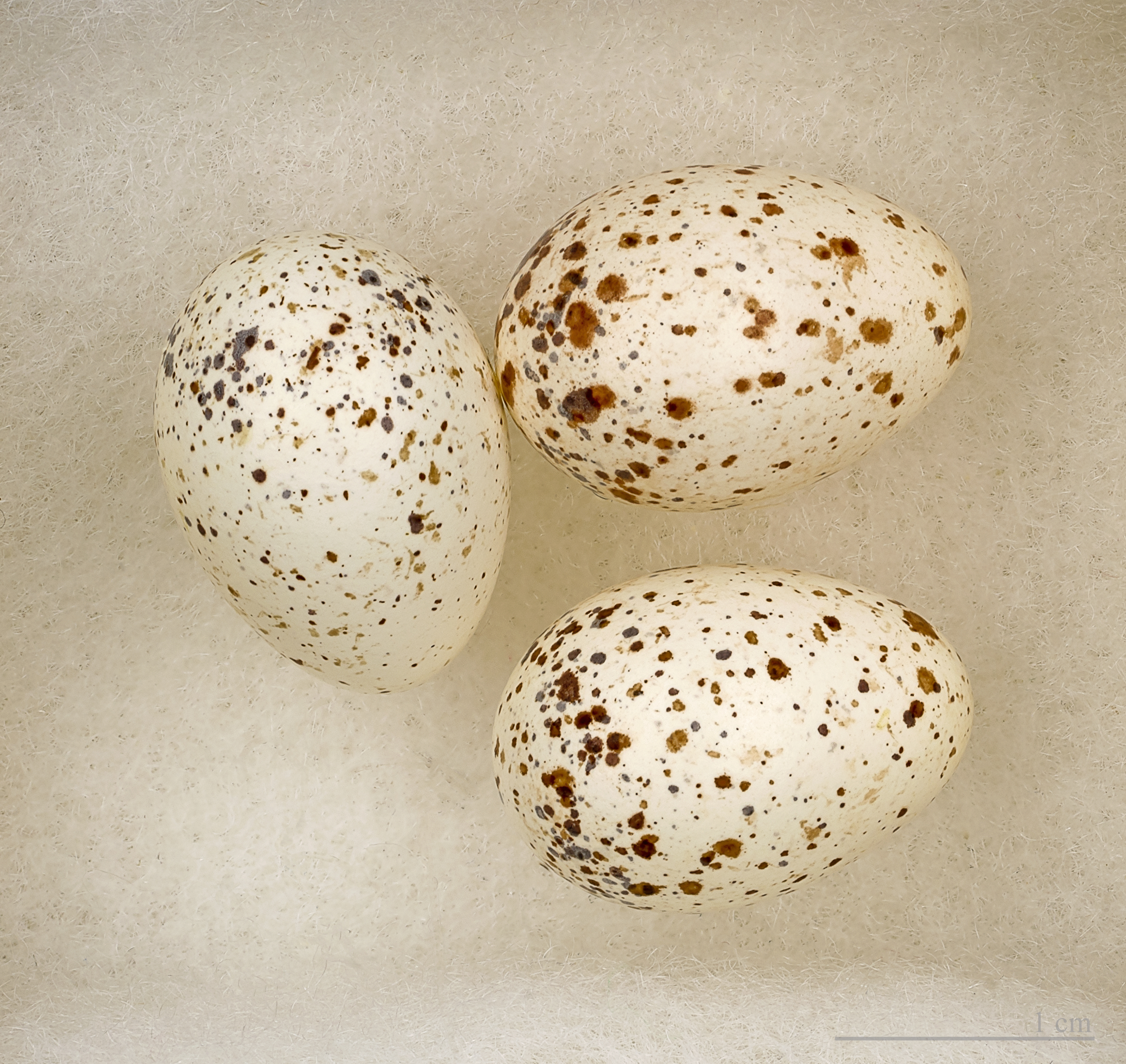
Huevos de Hirundo aethiopica

La golondrina etiópica (Hirundo aethipica) es una especie de ave paseriforme de la familia Hirundinidae propia del África subsahariana. Se halla en Benín, Burkina Faso, Camerún, República Centroafricana, República Democrática del Congo, Costa de Marfil, Eritrea, Etiopía, Ghana, Guinea, Israel, Kenia, Mali, Níger, Nigeria, Senegal, Somalia, Sudán, Tanzania, Togo y Uganda.